# Karlstraße (München)
Die Karlstraße ist eine Innerortsstraße im Stadtbezirk Maxvorstadt (Nr. 3) von München.

## Verlauf
Die Straße führt geradlinig im Rastersystem der Maxvorstadt von der Ottostraße in der Nähe des Lenbachplatzes am Altstadtring in generell westnordwestlicher Richtung bis zur Pappenheimstraße, an der sie in die Blutenburgstraße im Stadtbezirk Neuhausen-Nymphenburg übergeht.

## Öffentlicher Verkehr
Die früher von der Trambahnlinie 4 durchfahrene Straße wird an der Barer Straße von den Trambahnlinien 27 und 28, die die Innenstadt mit dem Kurfürstenplatz verbinden, und an der Dachauer Straße von den Trambahnlinien 20, 21 und 22 zum Leonrodplatz und nach Moosach gekreuzt. Sie wird auch von der Stadtbuslinie 100 (Museumslinie) gekreuzt. Die U-Bahn-Linien zum Scheidplatz (U 2, U 8) und zum Rotkreuzplatz/Olympia-Einkaufszentrum (U 1, U 7) unterqueren sie (nächste Stationen: Hauptbahnhof, Königsplatz, Stiglmaierplatz).

## Namensgeber
Die Straße ist nach dem Prinzen Karl von Bayern (1795–1875), dem jüngeren Bruder von König Ludwig I., benannt.

## Geschichte
Im Haus Nr. 32 wohnte von 1872 bis 1874 der Maler Arnold Böcklin. In den großenteils (erhalten sind Nr. 18, 20, 22) kriegszerstörten, nach dem Zweiten Weltkrieg durch Neubauten ersetzten Häusern Karlstraße 6–20 und 22–30 befanden sich in der NS-Zeit die  Reichsführung SS (Karlstraße 10, von 1929 bis 1935 Sitz des Volkswarte-Verlags von Erich und Mathilde Ludendorff, Reichsführung SS ab 1936), der NS-Dozentenverband, die Reichsjugendführung (Nr. 14), die Reichsführung des NS-Studentenbunds (Nr. 16), die Reichspressestelle (Nr. 18) und der Reichspropagandaleiter (Nr. 20). Haus Nr. 30 beherbergte das Hauptamt V, Rechtsamt des Reichschatzmeisters der NSDAP.

## Charakteristik

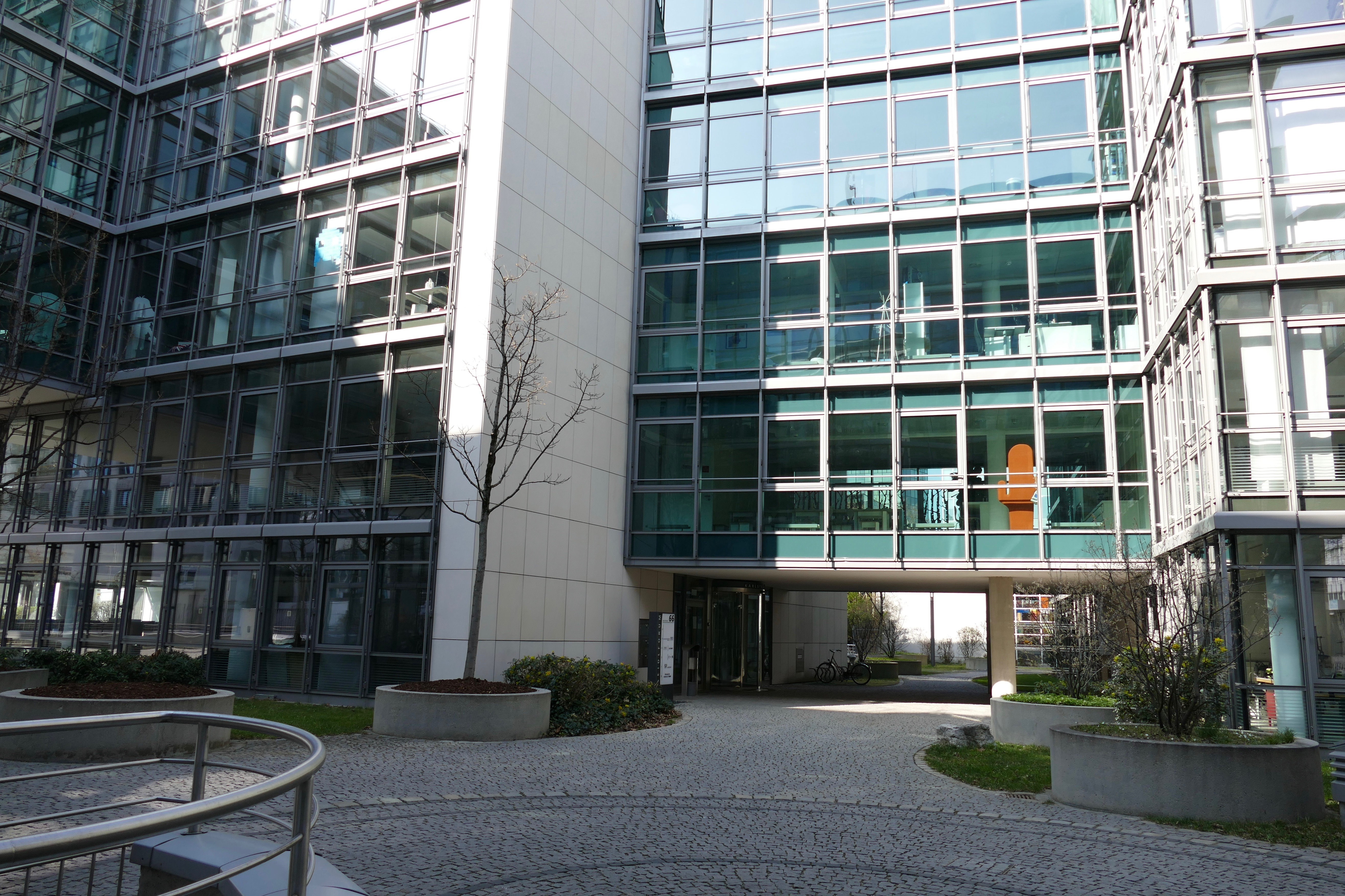
Generalstaatsanwaltschaft München

An der Nordseite der Karlstraße liegt die von Georg Friedrich Ziebland entworfene, nach weitgehender Kriegszerstörung von Hans Döllgast teilweise wiederaufgebaute Abtei St. Bonifaz; westlich anschließend bis zur Luisenstraße die Stiftsgärtnerei der Abtei. Im Seidl-Forum an der Karlstraße 64–68, Ecke Seidlstraße 21 und 23, dort (Karlstraße 66) hat die Generalstaatsanwaltschaft München ihren Sitz. Nördlich der Straße und westlich der Seidlstraße liegt das Betriebsgelände von Löwenbräu, südlich das ehemalige, jetzt stillgelegte Betriebsgelände von Spatenbräu, zwei der Münchner Traditionsbrauereien.

## Denkmalgeschützte Bauwerke

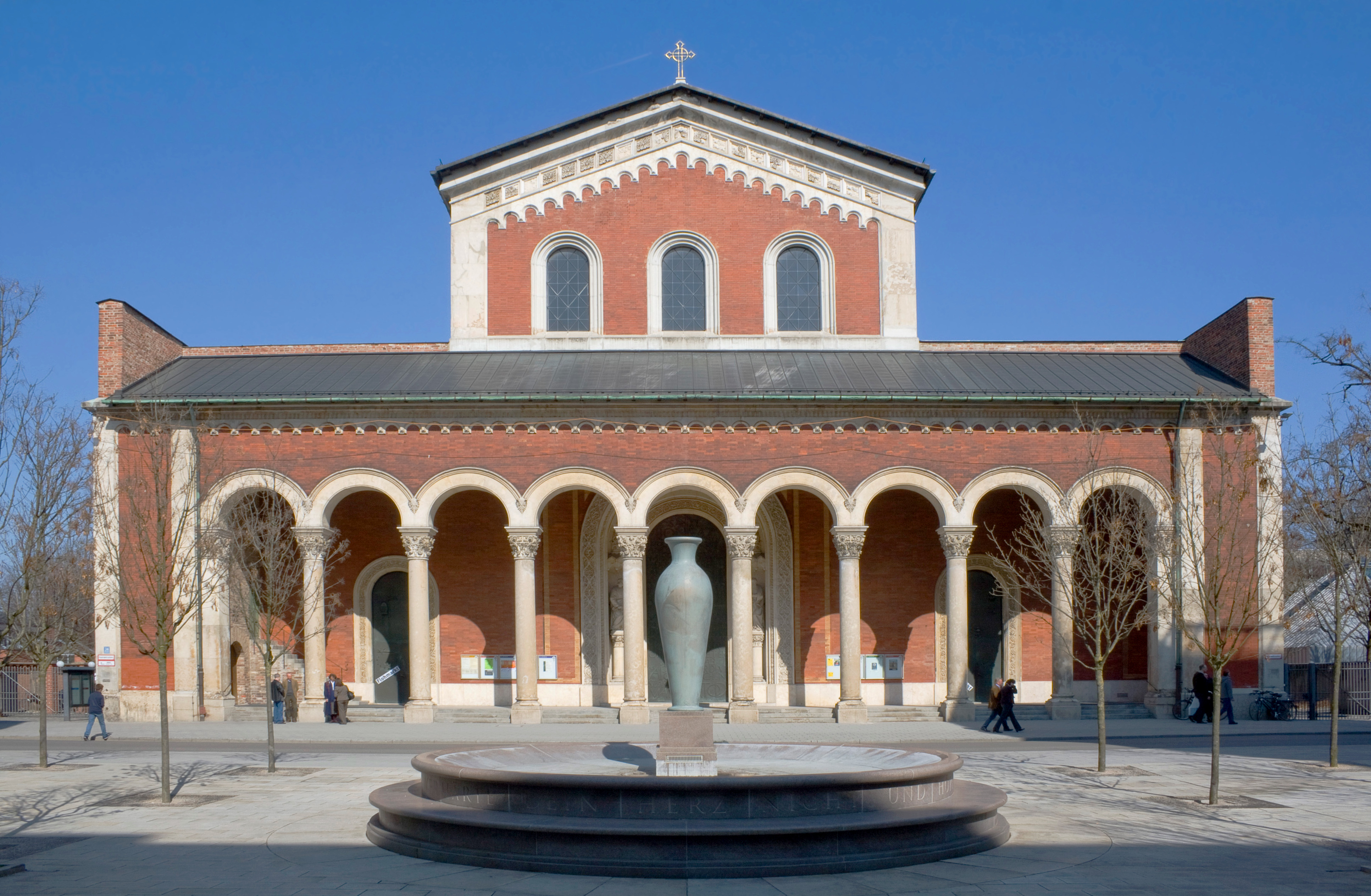
Abtei St. Bonifaz
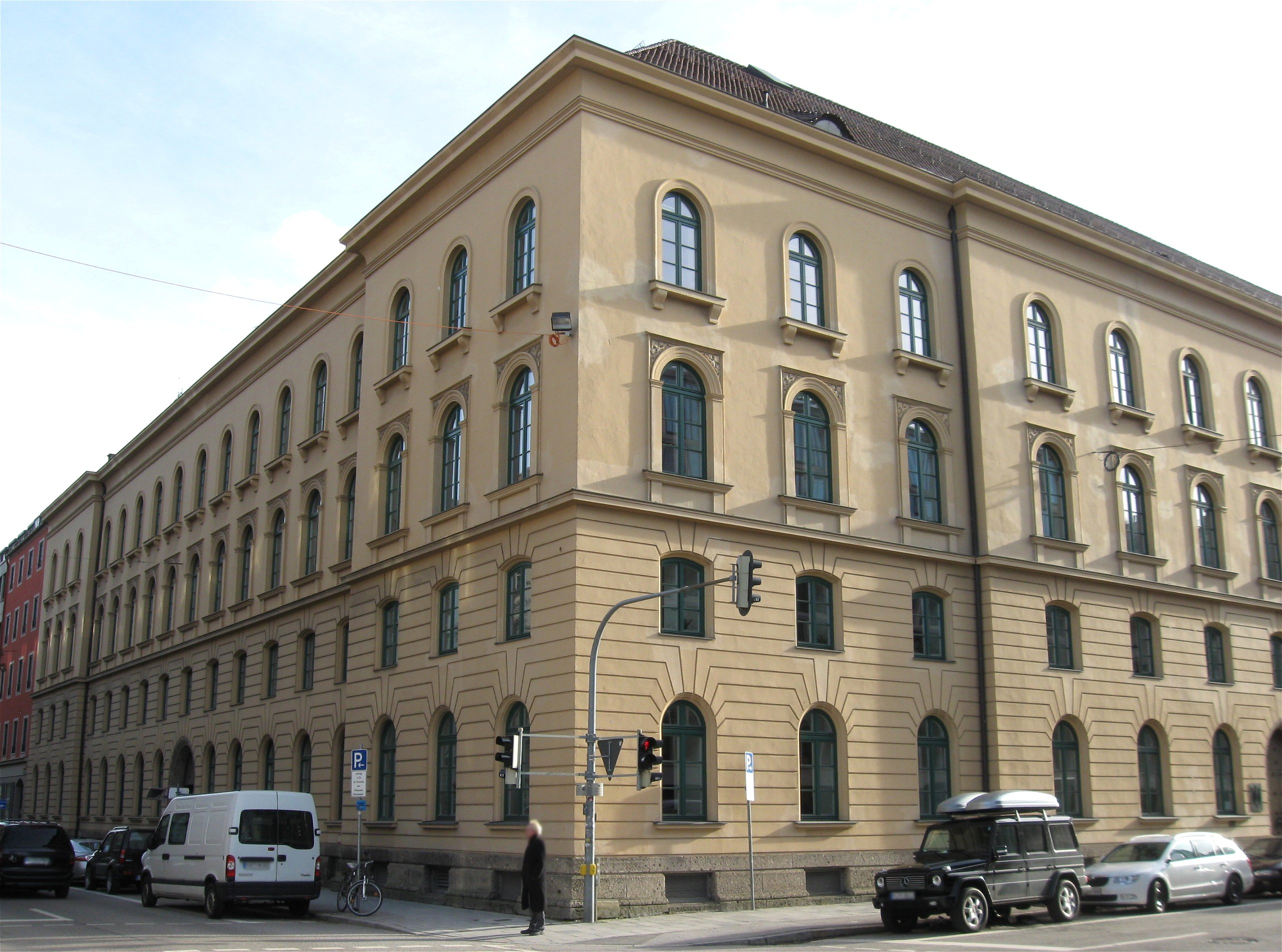
Karlstraße 21
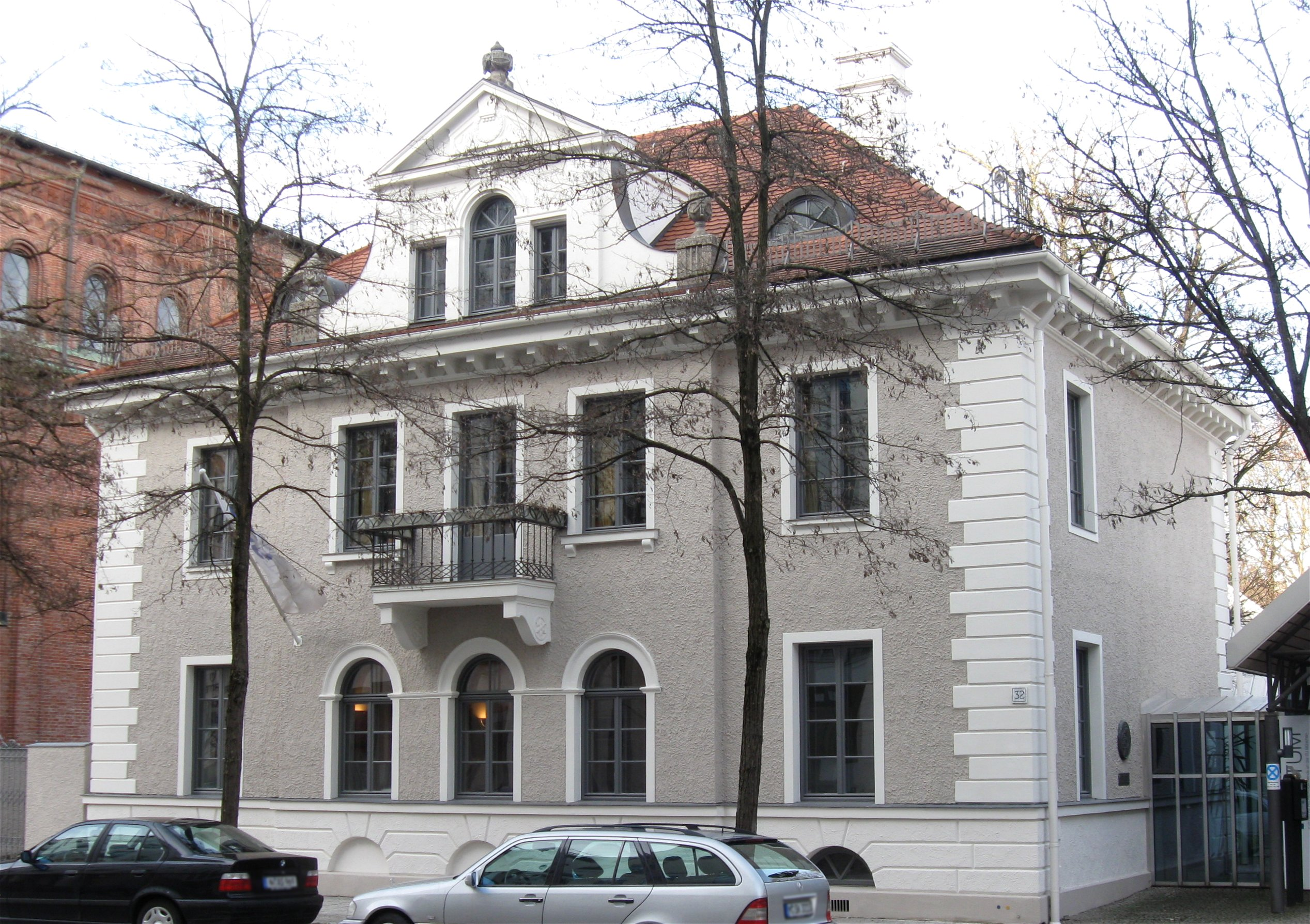
Karlstraße 32
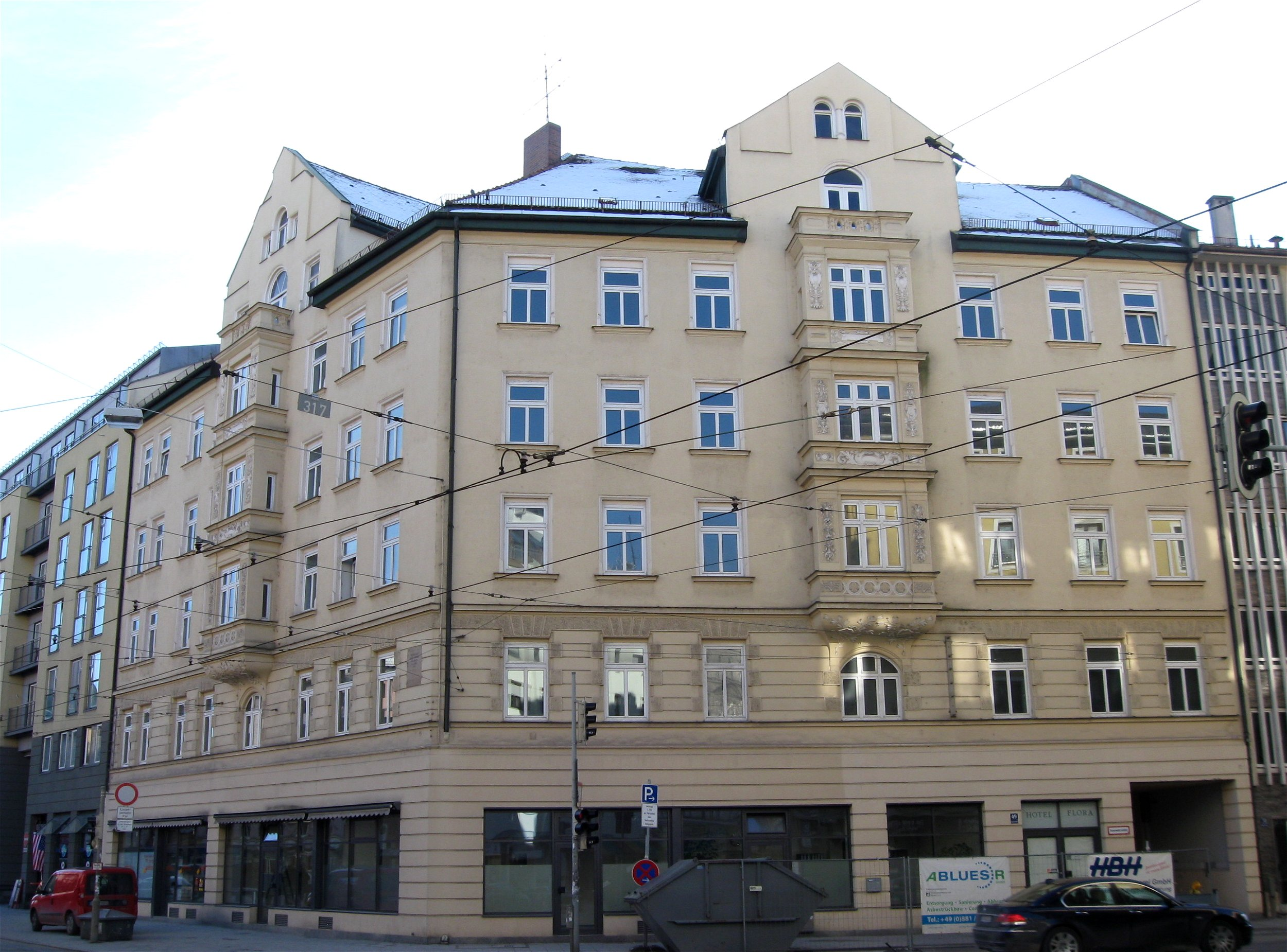
Karlstraße 49

- Karlstraße 6: ehemalige Staatsbauschule München, jetzt Teil der Hochschule für angewandte Wissenschaften München (Denkmalliste D-1-62-000-7830)
- Karlstraße 18, 20, 22: drei einheitlich konzipierte klassizistische Mietshäuser mit reicher gegliedertem Mittelteil,[6] 1828 von Rudolf Röschenauer für Schlossermeister Johann Schmitz[7] (Denkmalliste D-1-62-000-3248, 3249, 3251)
- Karlstraße 21: zweiflügeliger palastartiger Eckbau,[8] ehemaliges stattliches Mietshaus (Zinspalast) mit Frohsinns-Saal, jetzt Finanzamt für Körperschaften (Denkmalliste D-1-62-000-3250), 1829 von Joseph Höchl  (nur die durch Risalite gegliederte Fassade in Klenzes florentinischem Neurenaissancestil original[9]), in der NS-Zeit Hauptamt für Volksgesundheit der NSDAP, NSD-Ärztebund e.V.[10]
- Karlstraße 32: ehemalige Villa von Rudolf Röschenauer, 1818, neuklassizistisch überformt, mit Giebelaufsatz bekrönt, von Ludwig Deiglmayr, 1903 (Denkmalliste D-1-62-000-3252)
- Karlstraße 34: Benediktinerabtei- und Pfarrkirche St. Bonifatius (Denkmalliste D-1-62-000-3253)
- Karlstraße 49: Mietshaus, stattlicher Eckbau in deutscher Renaissance, mit in Stuck reich dekorierten Erkern, 1897/98 von Ferdinand Schratz (Denkmalliste D-1-62-000-3255)
- Karlstraße 52: Mietshaus, Neurenaissance, 3. Viertel 19. Jahrhundert (Denkmalliste D-1-62-000-3256)
- Karlstraße 54: Mietshaus, Neurenaissance-Eckbau, 3. Viertel 19. Jahrhundert (Denkmalliste D-1-62-000-3257)
- Karlstraße 118: Mietshaus, Neurenaissance, um 1880 (Denkmalliste D-1-62-000-3258)
- Karlstraße 120: Mietshaus, Neurenaissance, um 1880/90 (Denkmalliste D-1-62-000-3259)

## Weitere ehemalige Baudenkmäler und abgegangene Gebäude
- Karlstraße 36: Mietshaus, Teil eines ehemaligen Doppelhauses, mit Lisenengliederung, 1861 von Joseph Weyrather für den Bildhauer Johann Petz; im Rückgebäude Atelier (u. a. bewohnt von Wilhelm Busch), früher Denkmalliste D-1-62-000-3254, jetzt nicht mehr enthalten
- Karlstraße 44, hierzu Erwin Schleich:[11] Wie so viele wertvolle Bauten in der Umgebung des Königsplatzes wurde auch dieses klassizistische Haus vernichtet, das wegen seiner besonderen Schönheit, seiner Ausgewogenheit und seines geradezu klassischen Dekors wert gewesen wäre, in jeder Kunstgeschichte abgebildet zu werden.

## Öffentliche Einrichtungen

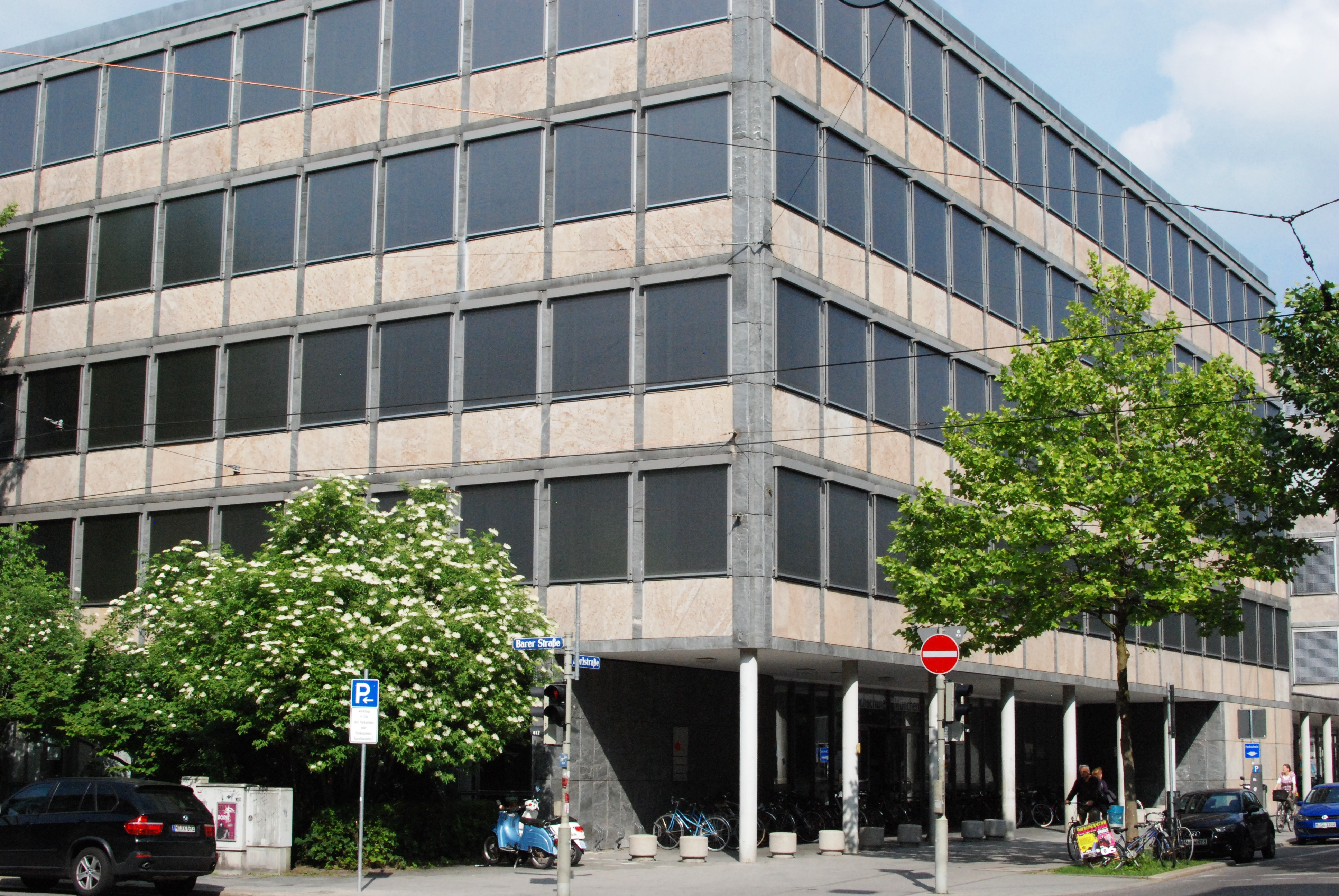
Staatsbauschule

- Ehemalige Staatsbauschule München, Ecke Karlstraße/Barer Straße.
- Generalstaatsanwaltschaft München im Seidl-Forum.